# آندر آرمور

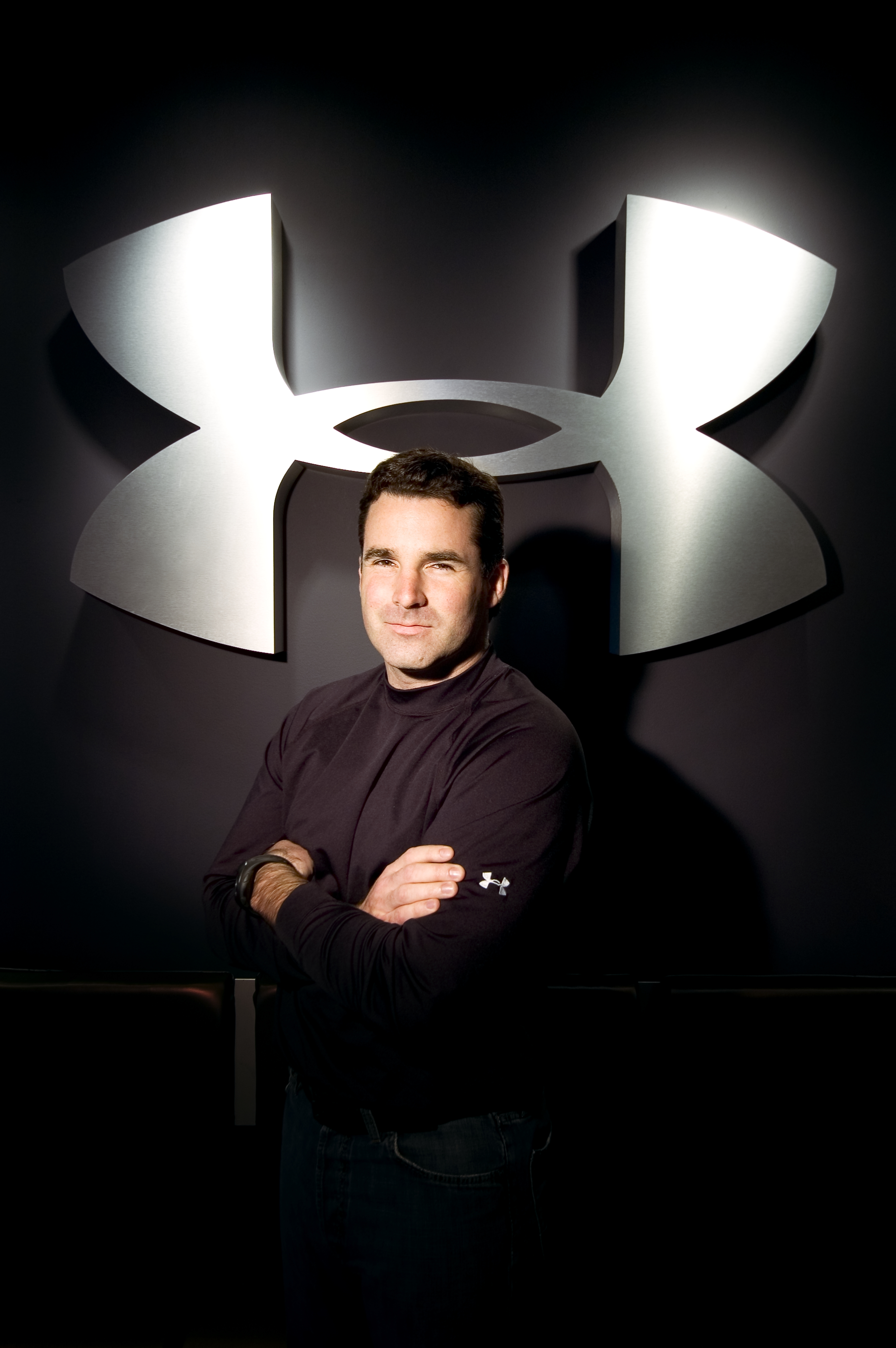
کوین پلانک، مؤسس آندر آرمور

آندر آرمور (به انگلیسی: Under Armour) یک شرکت آمریکایی پوشاک و لوازم ورزشی است. مقر اصلی شرکت در بالتیمور آمریکا قرار دارد؛ همچنین دفاتری نیز در دیگر کشورها دارد.

## پیشینه
آندر آمور در سال ۱۹۹۶ توسط کوین پلانک، کاپیتان ۲۳ سالهٔ تیم فوتبال دانشگاه مریلند، پایه‌گذاری شد. این شرکت به سرعت رشد و توسعه یافت و اکنون محصولاتی در موضوعات زیادی تولید می‌کند.

## محصولات
محصولات تولیدی این شرکت شامل انواع تی‌شرت، ژاکت، هودی، شلوار، لگ، شورت، کیف ورزشی، دستکش و پوشش‌های محافظتی ورزشی است. این شرکت همچنین لباس‌های فوتبال، فوتبال آمریکایی، بسکتبال و چندین ورزش دیگر را تولید می‌کند.